# 安德烈·勒迪克
安德烈·勒迪克（法語：André Leducq，1904年2月27日—1980年6月18日），法国男子自行车运动员。他曾代表法国参加1924年夏季奥林匹克运动会自行车比赛，获得男子团体计时赛金牌。